# Vaderlandse rapsodie (Van Lijnschooten)
Vaderlandse rapsodie is een compositie voor harmonieorkest of fanfareorkest van de Nederlandse componist Henk van Lijnschooten.